# Лёгкие крейсера типа «Кёнигсберг II»
Лёгкие крейсера типа «Кёнигсберг II» — тип крейсеров германского императорского флота времён Первой мировой войны. Являлись дальнейшим развитием лёгких крейсеров типа «Висбаден». Построено 4 единицы: «Кёнигсберг» (SMS Königsberg), «Карлсруэ» (SMS Karlsruhe), «Эмден» (SMS Emden), «Нюрнберг» (SMS Nurnberg). Были названы в честь кораблей погибших в начальный период войны. Второй серией этих лёгкий крейсеров стали корабли типа «Кёльн II».

## Конструкция

### Вооружение
Главный калибр состоял из восьми 15 см SK L/45 орудий в одиночных установках. Два из них были помещены бок о бок впереди на баке, четыре расположены в средней части судна, по два с каждой стороны, и два помещены линейно-возвышенно на корме. Пушки имели максимальную дальность до 17 600 м. Боекомплект составлял 1040 выстрелов или 130 снарядов на ствол. Зенитное вооружение кораблей состояло из пары 8,8 см SK L/45 зенитных орудий. Крейсера были также оснащены четырьмя 50 см торпедными аппаратами: двумя 50 см подводными и двумя надводными с общим запасом из восьми торпед. Кроме того крейсера могли принимать до 200 морских мин.

### Броня
Схема броневой защиты была изменена по сравнению с предыдущим типом.
Протяжённый, хотя и довольно узкий из броневой пояс 60-мм никелевой брони, в носовой части он имел толщину 18 мм, в кормовой небольшой пояс находился в районе рулевой машины ниже ватерлинии, горизонтальный участок броневой палубы имел толщину 20 мм никелевой брони, скосы имели толщину 40 мм.  Главный пояс замыкал 40 мм носовой траверз. В носу плоская палуба толщиной 20 мм располагалась ниже ватерлинии, как на крейсерах-минных заградителях типа «Бруммер». Кормовая оконечность защищалась 40 мм палубой и 60 мм скосами. Боевая рубка имела толщину стенок из 100 мм крупповской брони, а стальную 20 мм крышу из никелевой брони. Орудия главного калибра прикрывались щитами толщиной 50 мм. Дальномер прикрывался 30 мм бронёй.

## Служба
| Название     | Верфь                           | Закладка         | Спуск на воду      | Вступление в строй | Судьба |
| ------------ | ------------------------------- | ---------------- | ------------------ | ------------------ | ------ |
| «Кёнигсберг» | AG Weser                        | август 1914 года | 18 декабря 1915 г. | 12 августа 1916 г. |        |
| «Карлсруэ»   | Kaiserliche Werft Wilhelmshaven | май 1915 года    | 31 января 1916 г.  | 15 ноября 1916 г.  |        |
| «Эмден»      | AG Weser                        | 1914 год         | 1 февраля 1916 г.  | 16 декабря 1916 г. |        |
| «Нюрнберг»   | Howaldtswerke                   | 1915 год         | 14 апреля 1916 г.  | 15 февраля 1917 г. |        |